# Kipo e l'era delle creature straordinarie
Kipo e l'era delle creature straordinarie è una serie televisiva animata, ispirata agli anime, creata da Radford Sechrist, come adattamento dal suo webcomic Kipo del 2015. La serie è prodotta dalla società americana DreamWorks Animation Television ed animata dallo studio di animazione sudcoreano Mir.
La serie animata, intesa principalmente per giovani adulti, segue le avventure di una ragazza chiamata Kipo Oak, in cerca di suo padre dopo essere costretta a fuggire dal suo "cunicolo", una città sotterranea; si ritrova quindi ad esplorare un mondo post-apocalittico in superficie, abitato da animali mutanti. Nel mentre, incontra e stringe amicizia con due umani sopravvissuti in superficie, Lupetta e Benson, e i mutanti Dave e Mandu.
La serie è stata fortemente acclamata dalla critica per il suo design, caratterizzazione e diversità dei personaggi, musica, worldbuilding, e recitazione dei doppiatori originali. La serie è di particolare interesse alla critica anche per la sua rappresentazione della comunità LGBT e dei personaggi di Colore.
La serie include tre stagioni di 10 episodi ciascuna, tutte pubblicate nel 2020. La prima stagione è stata pubblicata il 14 gennaio, la seconda stagione il 12 giugno, e la terza stagione il 12 ottobre.
La serie è stata prodotta per il servizio di streaming Netflix, e distribuita da quest'ultima come "serie originale Netflix".

## Trama
Durante il XXIII secolo, gli animali si sono mutati per diventare creature antropomorfe, chiamati "mutanti". Molti mutanti si ribellarono ai loro oppressori umani, obbligando la maggior parte della razza umana a vivere in città sotterranee note come "cunicoli", mentre la civilizzazione in superficie si ritrovò ridotta in una terra desolata post-apocalittica, nota come "Las Vistas".

### Prima stagione
Kipo Oak, una ragazzina umana di 13 anni, si ritrova separata da suo padre Lio dopo che il loro cunicolo è stato attaccato da una "mega scimmia", una colossale scimmia ragno mutante. Attraversando Las Vistas, incontra e stringe amicizia con Mandu, un maiale mutante, e Lupetta, una ragazza fredda e inasprita dalla dura vita in superficie: è sopravvissuta da sola per anni, dopo che fu tradita dalla sua famiglia adottiva di lupi mutanti; successivamente, Kipo incontra e invita nel gruppo anche Benson, un altro umano sopravvissuto, dallo spirito allegro, e Dave, un mutante insetto e compagno di avventure di Benson. Insieme, dopo aver raggiunto insieme il cunicolo e scoprendo che è stato distrutto, decidono di viaggiare insieme alla ricerca del cunicolo di riserva, dove Lio e il resto degli abitanti potrebbero essersi rifugiati. Nel mentre, Kipo scopre gradualmente di avere dei poteri inusuali, successivamente rivelati essere il risultato di un esperimento scientifico in cui il suo DNA è stato modificato e fuso con quello di un mega giaguaro: ciò le permette di trasformare parti del suo corpo o per intero, in quelle di un giaguaro colossale, e di sfruttare forza, velocità, riflessi e sensi (vista, udito, olfatto...) sovrumani. Durante il viaggio, incontrano anche molti alleati, e avversari, come il tiranno Scarlomagno, un mandrillo mutante che intende soggiogare l'umanità con i suoi feromoni, che gli permette di ipnotizzare e controllare la mente degli ominidi, in modo da sfruttarli come schiavi per costruire un impero utopistico con lui a capo come sovrano.

### Seconda stagione
Dopo aver appreso che gli umani sono stati schiavizzati da Scarlomagno, Kipo accorre in loro aiuto. Nel mentre, scopre anche le origini dei suoi poteri: i genitori, in passato abitanti di un altro cunicolo, adibito alla sperimentazione scientifica, avevano manipolato i suoi geni prima della nascita, inserendo in 4 ovuli il gene di un "superpredatore", ovvero giaguaro, falco, scimmia e drago di komodo, nella speranza che uno di essi attecchisca e si possa sviluppare. Kipo scopre inoltre che a causa di ciò, anche sua madre Song ha ricevuto dei poteri di mutante, e che, inizialmente creduta morta, è invece la mega scimmia che ha distrutto il cunicolo scientifico, tentando di fuggire, e anni dopo, il cunicolo di Kipo, stavolta sotto il controllo mentale di Scarlomagno. Tutto questo fa perdere il controllo alla ragazza, rischiando di trasformarsi permanentemente in mega giaguaro e perdere la sua umanità, ma con l'aiuto dei suoi amici e la sua famiglia, riesce a recuperare consapevolezza di sé, e padroneggiare la trasformazione. Il gruppo riesce a sconfiggere Scarlomagno e liberare Song dal controllo mentale; tuttavia la dottoressa Emilia convince gran parte del popolo del cunicolo, spaventato e senza una guida, a seguirla e aiutarla nella sua missione: riconvertire i mutanti in normali animali, e far riprendere all'umanità il dominio del mondo. Fugge quindi con la folla prima che Kipo e il suo gruppo se ne possano accorgere.

### Terza stagione
Kipo crea l'Alleanza dell'Amicizia Definitiva Umani e Mutanti, per sventare il piano della dottoressa Emilia e creare una vita in armonia tra umani e mutanti; tuttavia fatica a farli collaborare tra loro, a causa delle durature rivalità tra le specie di mutanti, e l'odio reciproco con gli umani. Intanto, Emilia riesce a creare una cura alla mutazione tramite il DNA di Kipo, che le permetterà di portare avanti il suo piano di riconquista della Terra. Kipo sfrutta una dose della cura, recuperata in uno scontro contro Emilia, per riportare sua madre in forma umana: quest'ultima tenterà, senza successo, di creare un vaccino per immunizzare i mutanti e rendere la cura inefficace. Successivamente, Kipo riesce a riappacificare e far riunire umani e mutanti sotto un unico popolo; lavorando insieme, impediscono ad Emilia di curare i mutanti presenti. La dottoressa non riesce ad accettare la sconfitta e rifiuta l'invito a far parte di questa nuova società; sfrutta una versione alternativa della sua cura per trasformarsi in un mega mutante, al fine di eliminare Kipo e i mutanti una volta per tutte. Scarlomagno sacrifica la sua vita per salvare Kipo, e quest'ultima, supportata sia dai mutanti che gli umani, sconfigge Emilia una volta per tutte. Cinque anni dopo, Kipo vive felicemente in superficie, in un mondo pacifico dove umani e mutanti co-esistono e collaborano insieme.

## Sviluppo
Kipo e l'era delle creature straordinarie è stato creato da Radford Sechrist. In passato ha lavorato come storyboarder per la serie animata Dan Vs., e successivamente come direttore per Voltron: Legendary Defender. Dopo aver abbandonato il suo lavoro di animatore, Sechrist ha iniziato lo sviluppo e pubblicazione del webcomic Kipo sul sito di blogging Tumblr, nel 2015. La serie animata, ispirata al webcomic, è stata inizialmente annunciata al Festival internazionale del film d'animazione di Annecy, nel giugno 2019. Sechrist ha comparato la serie al Mago di Oz, "ma invece di scarpette di rubini, [Kipo] indossa le Converse".
La serie ha avuto cinque scrittori oltre a Sechrist, e Bill Wolkoff come produttore esecutivo. Hanno lavorato in due squadre, ciascuna composta da un direttore e tre artisti alla storyboard. Le animazioni sono state prodotte da Studio Mir in Corea del Sud, utilizzando metodi di animazione tradizionali. Circa 60 persone hanno lavorato alla serie a DreamWorks, e circa 55 a Studio Mir.

## Personaggi

### Cast principale
- Kipo Oak (voce originale di Karen Fukuhara, doppiaggio italiano di Sara Labidi) – Una giovane ragazza, energica e curiosa, in cerca del suo popolo. Successivamente scoprirà che i suoi genitori l'hanno modificata con del DNA mutante, fornendole i poteri di un mega giaguaro viola.
- Lupetta/ Jolene (voce originale di Sydney Mikayla, doppiaggio italiano di Vittoria Bartolomei) – La migliore amica di Kipo. Una giovane ragazza temprata dalla dura vita in superficie, allevata dai lupi. È armata con una lancia, costruita con l'aculeo di uno scorpione gigante, che chiama affettuosamente "Stalkie".
- Benson Mekler (voce originale di Coy Stewart, doppiaggio italiano di Andrea Di Maggio) – Uno spensierato sopravvissuto gay della superficie, migliore amico di Dave, e ultimo degli "Avventati", un gruppo precedentemente in guerra contro la specie dei Dave per due secoli.
- Dave (voce originale di Deon Cole, doppiaggio italiano di Fabrizio Dolce) – Un insetto mutante, e migliore amico di Benson. Fa spesso la muta da bambino ad adolescente ad adulto fino alla vecchiaia, in un ciclo infinito. È l'ultimo della sua specie, in cui tutti gli esemplari possedevano un aspetto identico e condividevano lo stesso nome, rimasti in guerra per oltre due secoli con gli "Avventati" per il possesso di un ventilatore.
- Mandu (voce originale di Dee Bradley Baker) – Un maiale mutante blu con quattro occhi e sei zampe, adottato da Kipo.
- Lio Oak (voce originale di Sterling K. Brown, doppiaggio italiano di Piero Di Blasio) – Padre di Kipo, uno scienziato, e insegnante nella comunità sotterranea del cunicolo. Lui e sua moglie Song lavoravano inizialmente per la dottoressa Emilia per riconvertire i mutanti in animali, in modo da permettere all'umanità di riconquistare la superficie.
- Hugo "Scarlomagno" Oak (voce originale di Dan Stevens, doppiaggio italiano di Ivan Andreani) – Un mandrillo folle ed esuberante, con una forte sete di potere, nonché fratello maggiore adottivo di Kipo. Cerca di creare un'utopia in cui i mutanti sono i soli dominatori del mondo, e cerca di regnare su Las Vistas con un esercito di umani schiavizzati. Inizialmente un normale mandrillo, la sperimentazione umana lo ha trasformato in un mutante con la particolare abilità di creare feromoni nel sudore che gli permette di controllare la mente dei primati, inclusi gli umani.
- Song Oak (voce originale di Jee Young Han, doppiaggio italiano di Selvaggia Quattrini) – Madre di Kipo e sposata con Lio, inizialmente lavorava come scienziata con quest'ultimo per conto della dottoressa Emilia, al fine di scoprire una cura per riconvertire i mutanti in animali; inizialmente si pensava fosse deceduta, ma poi si scopre che in realtà è ancora viva.
- Dottoressa Emilia (voce originale di Amy Landecker, doppiaggio italiano di Daniela Amato) – è l'antagonista della serie. Una scienziata umana, fredda e manipolatrice, vuole eliminare tutti i mutanti e non mostra alcun rimorso per le sue azioni.

### Cast di supporto
- Molly Tagliagomitolo (voce originale di Lea DeLaria) - Un Gatto Boscaiolo e seconda in comando.
- Yumyan Zampamartello (voce originale di Steve Blum, doppiaggio italiano di Roberto Draghetti) - Signore dei Gatti Boscaioli. Il suo nome è una parodia di Paul Bunyan: eroe nel folkore americano/canadese, è un boscaiolo gigante.
- Cotone (voce originale di Grey Griffin) - Capo rockettaro dei Serpenti Umlaut di Cactus Town.
- Miliardi e Miliardi (voce originale di John Hodgman e GZA/Guy Lockard) - Fratelli astronomi a capo dei Lupi Newton
- Jamack (voce originale di Jake Green) - Una Mutarana che inizialmente tentava di catturare Kipo per ricevere un compenso da Scarlomagno, successivamente e con riluttanza diventa una sua alleata.
- Tad Mulholland (voce originale di Michael-Leon Wooley) - Una colonia senziente di tardigradi, che intrappola le sue vittime nei sogni.
- Hoag (voce originale di Jeff Bennett) - Un membro della comunità sotterranea di Kipo, e padre di Doag.
- Troy Sandoval (voce originale di Giullian Yao Gioiello, doppiaggio italiano di Alessio Puccio) - Un ragazzo della comunità sotterranea di Kipo, e interesse amoroso (contraccambiato) di Benson.
- Asher e Dahlia Berdacs (voce originale di Rhea Butcher e Fryda Wolff) - Fratelli gemelli della comunità sotterranea di Kipo. Asher è non-binaria, mentre Dahlia è una ragazza.
- Amy e Brad (voce originale di Avrielle Corti ed Ace Gibson) - Una coppia di ratti che gestisce un parco divertimenti noto come Ratland.
- Zane e Greta (voce originale di Carlos Alazraqui ed Anna Vocino) - Assistenti della dottoressa Emilia.
- Roberto Sandoval (voce originale di Antonio Alvarez) - Padre di Troy.
- Fun Gus (voce originale di Jack Stanton) - Una colonia senziente di muffa, con un carattere infantile.
- Cartone (voce originale di Taylor Louderman) - Un Procione Atletico, appassionata di ginnastica aerobica in stile anni '70 / '80.
- Etichetta (voce originale di Betsy Sodaro) - Un Procione Atletico, appassionata di culturismo.
- Signora Sartori (voce originale di Grey Griffin, doppiaggio italiano di Daniela Abbruzzese) - Capo delle Mutarane.
- Easy (voce originale di Matt Lowe) - Capo dei Bombardieri Canterini.
- Doag (voce originale di Rebecca Husain) - Figlia di Hoag, ossessionata per la danza.
- Gerard (voce originale di Dee Bradley Baker) - Un orango al servizio di Scarlomagno.
- Lemieux (voce originale di Grey Griffin) - Un tarsio al servizio di Scarlomagno.
- Loretta e Wheels (voce originale di Grey Griffin e Alanna Ubach, doppiaggio italiano di Barbara Sacchelli) - Co-fondatori delle Puzzole In Scooter.
- Harris e Kwat (voce originale di Ian Harding e Grey Griffin) - Due Mutarane, scagnozzi di Jamack.
- Camille (voce originale di Joan Jett e Grey Griffin) - Un Serpente Umlaut.
- Puck (voce originale di John Lavelle) - Capo di una compagnia itinerante di lontre canore, chiamata "Lontrattenimento".
- Ida, Florabel, e Bev (voce originale di Kay Bess, Chris Anthony Lansdowne, e Mindy Sterling) - Le Sorelle Chevre, un trio di capre cieche divinatrici.
- Ruffles (voce originale di Matt Lowe) - Un Gatto Boscaiolo.
- Abbassalingua (voce originale di David Neher) - Un Procione Atletico appassionato di meditazione.
- Margot (voce originale di Faith Graham e Victoria Grace, doppiaggio italiano di Veronica Cuscusa) - Sorella adottiva di Lupetta.
- Signor Filburn (voce originale di Jake Green) - Un membro della comunità sotterranea di Kipo.
- Lily ed Earl Berdacs (voce originale di Kay Bess and Carlos Alazraqui) - Genitori di Asher e Dahlia.
- Hyun-soo (voce originale di Raymond J. Lee) - Vocalista a capo di una band K-Pop di narvali.
- Boom-Boom (voce originale di Alanna Ubach) - Un Bombardiere Canterino.

## Musica
La colonna sonora della serie, tra cui diverse canzoni originali, è stata composta da Daniel Rojas. Si basa su un mix eclettico di stili musicali, dalla musica popolare alla musica classica e hip-hop. Il primo album della colonna sonora, Kipo and the Age of Wonderbeasts: Season 1 Mixtape, è stato pubblicato nel gennaio 2020 da Back Lot Music .

## Episodi

### Prima stagione
1. La ragazza del cunicolo
2. Mirtilli esplosivi
3. I veri gatti indossano i plaid
4. Cactustown
5. Gli astronomi con il lupetto
6. Ratland
7. Mulholland
8. Doppio becco
9. Mutante mangia mutante
10. Oltre la valle dei cani

### Seconda stagione
1. Zampa di giaguaro
2. La Profezia del formaggio di capra
3. La Ballata di Brunchington Beach
4. Catturare uno Scorpione
5. Fungo: Parte 1
6. Fungo: Parte 2
7. Benson e la bestia
8. Simpatia per il mandrillo
9. Tutto ciò che brilla
10. Eroi strabilianti

### Terza stagione
1. È tutto un granchio
2. Nome in codice: Frappé
3. Un lupo nelle vesti di lupo
4. Un ultimo miao
5. Il ritorno di Song
6. È una trappola!
7. Requiem per Dave
8. I tesori nascosti
9. Premesse
10. L'era delle creature straordinarie